# Chalcotropis decemstriata
Chalcotropis decemstriata là một loài nhện trong họ Salticidae.
Loài này thuộc chi Chalcotropis. Chalcotropis decemstriata được Eugène Simon miêu tả năm 1902.